# Videojuego de ritmo

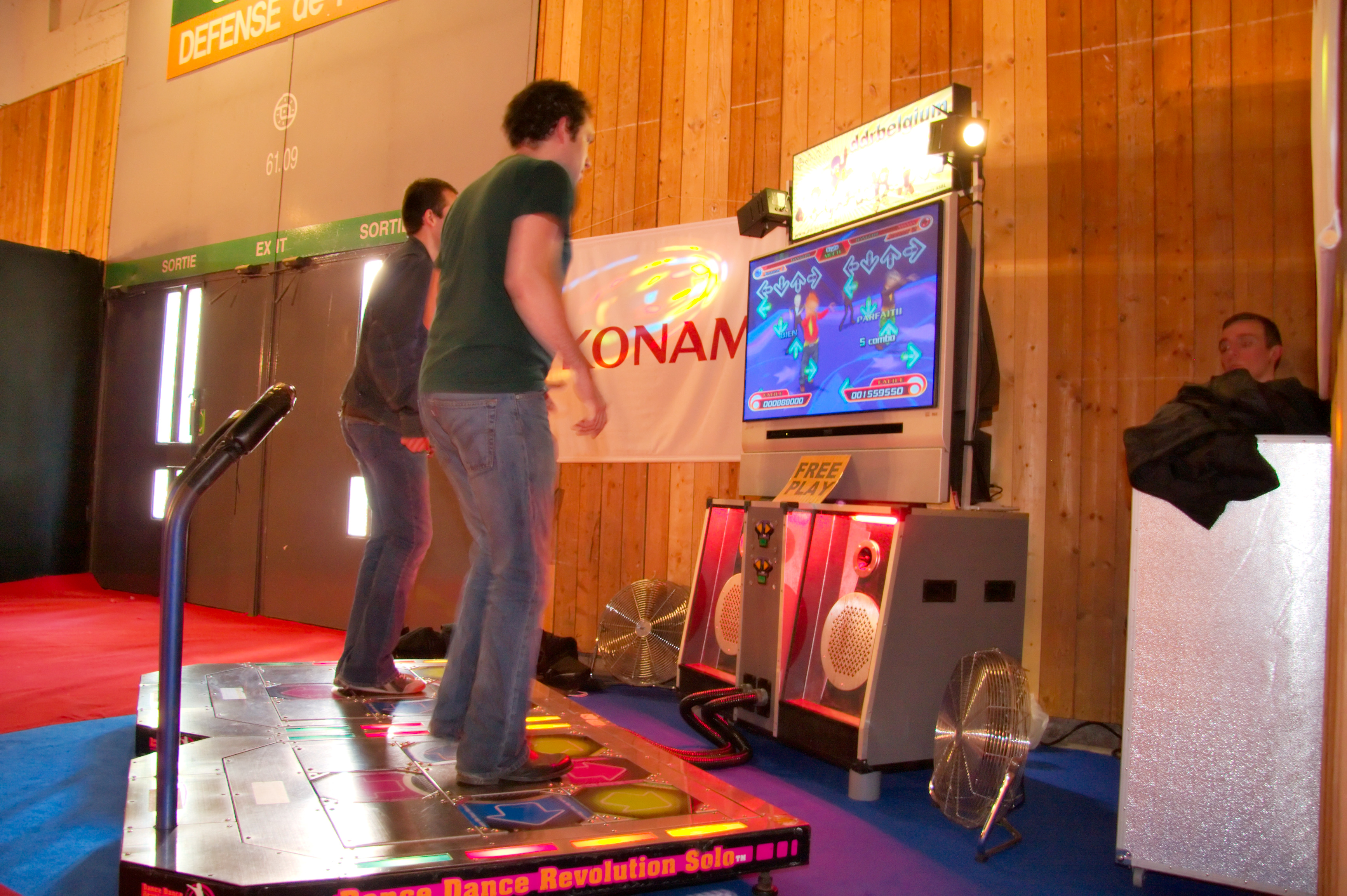
Jugadores utilizando una plataforma de baile para jugar al Dance Dance Revolution, uno de los juegos de ritmo más exitosos.

El juego de ritmo es un tipo de videojuego de acción musical. Los juegos de este tipo se concentran en el baile o simular la ejecución de instrumentos musicales. Los jugadores deben apretar una serie de botones en momentos precisos correspondiendo a una secuencia indicada por el juego. El hacerlo de esta manera hace que el protagonista del juego o avatar baile o toque sus instrumentos en forma correcta, alcanzando de esta manera una mayor puntaje. Muchos juegos de ritmo poseen modos de varios jugadores en los cuales los jugadores compiten por alcanzar el puntaje mayor o cooperar en tocar en forma coordinada en una banda de música.